# Velusina
Velusina (macedónul: Велушина, albánul Velushina) település Észak-Macedóniában, a Pelagonijai körzet Bitolai járásában.

## Népesség
| Lakosok száma | 1117 | 1153 | 945  | 1372 | 1250 | 189  | 145  | 160  | 165  |
|               | 1948 | 1953 | 1961 | 1971 | 1981 | 1991 | 1994 | 2002 | 2021 |

2002-ben 160 lakosa volt, melyből 79 albán, 73 macedón, 5 cigány, 3 szerb.